# Mount Bodziony
Mount Bodziony är ett berg i Antarktis. Det ligger i Västantarktis. Inget land gör anspråk på området. Toppen på Mount Bodziony är 400 meter över havet.
Terrängen runt Mount Bodziony är kuperad åt nordost, men åt sydväst är den platt. Trakten är obefolkad. Det finns inga samhällen i närheten.